# Polyodaspis compressiceps
Polyodaspis compressiceps är en tvåvingeart som beskrevs av Oswald Duda 1934. Polyodaspis compressiceps ingår i släktet Polyodaspis och familjen fritflugor. Inga underarter finns listade i Catalogue of Life.